# DJ Clue
Ernesto Shaw (ur. 8 stycznia 1975 w Nowym Jorku), lepiej znany jako DJ Clue? to jeden z pierwszym DJ-ów, którzy nie miksują utworów na swoich mixtape'ach. Ma dwóch braci, Justina i Christophera. Jest jednym z artystów z wytwórni Roc-A-Fella Records. Na utworach ze swoich mixtape’ów, Clue, często podaje o nich informacje i wykrzykuje swoje imię, nakładając na swój głos echo.
Clue nagrał remiksy trzech ostatnich przebojów Mariah Carey: „We Belong Together”, „Shake It Off”, i „Don't Forget About Us”.

## Dyskografia

### Albumy
- The Professional (Platyna) (1998)
- The Professional, Pt. 2 (Złoto) (2001)
- The Professional, Pt. 3 (2006)

### Remiksy
- Heartbreaker (remix) (featuring Da Brat & Missy Elliott) – Mariah Carey (1999)
- Thank God I Found You/Make It Last Forever (Remix) (featuring Joe & Nas) – Mariah Carey (2000)
- It's Gonna Be Me – *NSYNC (2000)
- U Remind Me (featuring Blu Cantrell & Method Man)- Usher (2001)
- Overnight Celebrity (remix) (featuring Kanye West, Cam’ron & 50 Cent – Twista (2005)
- Mesmerized (featuring Nas) – Faith Evans (2005)
- How to Deal – Frankie J (2005)
- We Belong Together (Remix) (featuring Styles P & Jadakiss) – Mariah Carey (2005)
- Shake It Off (Remix) (featuring Jay-Z & Young Jeezy) – Mariah Carey (2005)
- One Wish (featuring Fabolous) – Ray J (2005)
- Don't Forget About Us (Remix) (featuring Styles P & Fabolous) – Mariah Carey (2006)
- Ride For You – Danity Kane (2006)
- You Should Be My Girl – Sammie (featuring Sean P) (2006)

### Produkcje
- „Heartbreaker” (featuring Jay-Z) – Mariah Carey (1999)
- „Ryde or Die” (featuring The Lox, Eve, Drag-On & DMX) – Ruff Ryders (1999)
- „Last Night a DJ Saved My Life” (featuring Busta Rhymes & Fabolous) – Mariah Carey (2001)
- „Trade It All Pt.2” (featuring Jagged Edge & P. Diddy) – Fabolous (2002)
- „Hurry Up” (featuring Gunz) – Mya (2003)
- „One Wish” (remix) feat. Fabolous – Ray J (2006)
- „The gold" – Mobb Deep (2006)
- „I Need A Soldier” (feat. 50 Cent) – Keyshia Cole (2007)